# Rakugo
Rakugo (japanisch 落語 ‚gefallene Worte‘) ist eine japanische Form der Unterhaltung, die auf komischen Monologen beruht. Die Praxis war ursprünglich als karukuchi (軽口, Witze) bekannt. Das älteste Kanji-Zeichen mit der Bedeutung Rakugo, das sich tatsächlich auf diese Darbietungsform bezieht, tauchte um 1787 auf (obwohl es damals noch als Otoshibanashi (gefallener Vortrag) gelesen wurde).
Der Begriff Rakugo wurde erstmals in der Mitte der Meiji-Zeit (1867–1912) benutzt, war allerdings erst ab der Shōwa-Zeit (1926–89) allgemein gebräuchlich.

## Beschreibung

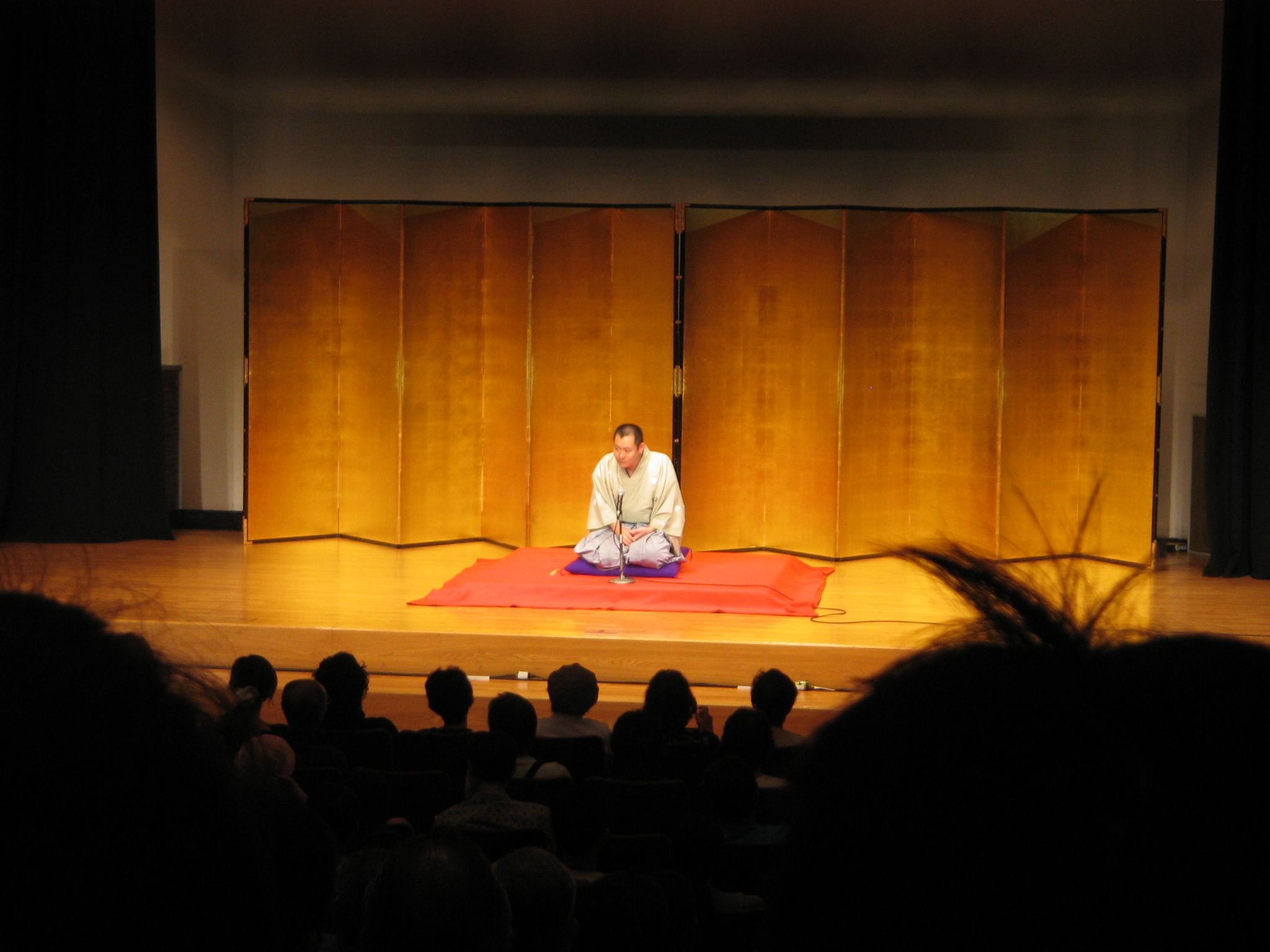
Rakugoka

Die Anwesenheit eines Publikums ist für Rakugo essentiell. Der Sprecher erweckt durch akzentuiertes Sprechen und komische Gesten allgemeine Ausgelassenheit, wobei die dabei hergestellte Beziehung zwischen Akteur und Publikum als das Herz der Darbietung bezeichnet werden kann. Der Monolog endet stets mit einem raffinierten erzählerischen Bravourstück, das als Ochi (落ち, Fall) oder Sage (下げ, Senkung) bezeichnet wird, und sich durch einen plötzlichen Abbruch des Wortspielflusses zugunsten eines einzigen Witzes auszeichnet. Es werden zwölf Arten von Ochi unterschieden, die sich im Laufe der Zeit aus wenigen Formen entwickelt haben.
Ausgehend von den früheren Kunstreden haben sich jedoch verschiedene Stilrichtungen ausgeprägt, darunter die Shibaibanashi (芝居噺, Theatervorträge), die Ongyokubanashi (音曲噺, musikalische Vorträge), die Kaidanbanashi (怪談噺, Geistergeschichtenvorträge), die Ninjōbanashi (人情噺, sentimentale Vorträge) sowie viele andere, die in Redemuster und Komik auf die jeweiligen Situationen zugeschnitten sind. In vielen dieser modernen Formen fehlen die für das klassische Rakugo elementaren Ochi.